# Ligyrocoris balteatus
Ligyrocoris balteatus är en insektsart som beskrevs av Carl Stål 1874. Ligyrocoris balteatus ingår i släktet Ligyrocoris och familjen Rhyparochromidae. Inga underarter finns listade i Catalogue of Life.